# Смирнов, Александр Павлович (протоиерей)
Алекса́ндр Па́влович Смирно́в (1888 — 1950) — священнослужитель Русской православной церкви, протоиерей, русский богослов, ректор Московской духовной академии (1949—1950).

## Биография
Родился 16 августа 1888 года в селе Криуши Корсунского уезда Симбирской губернии (ныне в Вешкаймском районе, село исчезло в 1968 г.) в семье священника. Отец — Павел Иванович Смирнов, сельский священник, мать — Агриппина Александровна.
С 1898 по 1909 год — учёба в Симбирском духовном училище и Симбирской духовной семинарии.
С 1909 по 1913 год — учёба в Санкт-Петербургской духовной академии, которую окончил со степенью кандидата богословия.
В 1913 году переехал в Москву по указанию церковного руководства. Назначение священником в церковь св. великомученика Никиты на Кузнецкой улице.
6 ноября 1918 года — призыв на военную службу в тыловое ополчение, являвшееся почти концентрационным лагерем принудительных работ.
Летом 1920 года — переведён по службе в г. Симбирск.
В декабре 1920 года — демобилизация из армии, остаётся в Симбирске. Служба священником в церкви Св. Троицы.
20 марта 1921 года — арест, обвинение в агитации против советской власти. Приговор: 5 лет ИТЛ. Работа на рытье канав в Москве, содержание в Бутырской тюрьме.
В 1928 году — назначение настоятелем Николо-Кузнецкой церкви в Москве.
В 1935 году — арест, заключение в Бутырскую тюрьму, пыточное следствие с целью заставить Александра Павловича выступить по радио с антирелигиозной речью. Освобождён через две недели после ареста.
С октября 1941 года по сентябрь 1943 года — пребывание в эвакуации в г. Ульяновске в составе служителей Московской Патриархии.
С 1943 по 15 августа 1949 года — ответственный секретарь редакции «Журнала Московской Патриархии».
С 15 августа 1949 года — назначение ректором Московской Духовной Семинарии и исполняющим делами ректора Московской Духовной Академии .
С 13 сентября 1950 года — представление в Учёный Совет Московской Духовной Академии диссертации на соискание учёной степени магистра богословия.
19 сентября 1950 года — Александр Павлович Смирнов скончался в Москве. Погребён на Даниловском кладбище.

## Семья
Жена — Антонина Поликарповна, урождённая Виноградова, дочь Симбирского священника. В 1917—1922 гг. — рождение двух дочерей: Елены и Зои.